# Средний город

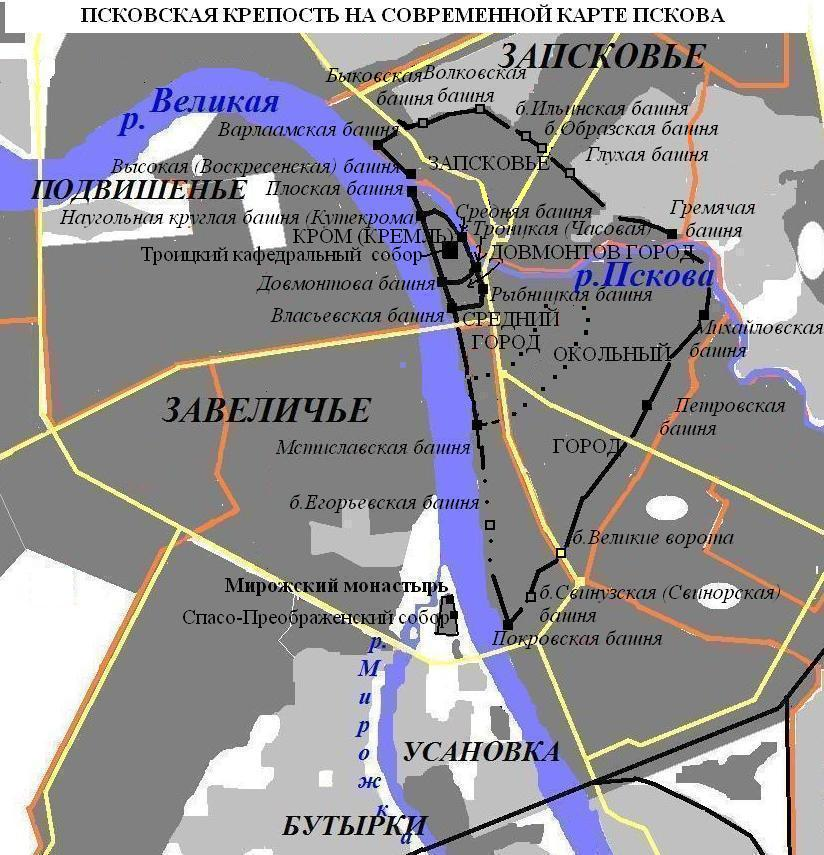
Псковская крепость на современной карте Пскова

Средний город — часть исторического центра города Пскова, сформировавшаяся в результате расширения площади Псковской крепости (на юг и юго-восток за пределы Крома и Довмонтова города) в XIV веке. Сперва эта местность именовалась Застенье, а название Средний город закрепилось после очередного расширения и появления южнее Окольного города.

Географически на севере Средний город ограничивается стеной Довмонтова города (Крома как обширного ансамбля). На юге — стеной, выстроенной в 1375 году (т. н. стеной Среднего города), которая проходила от Мстиславской башни у берега реки Великой, по современной улице Пушкина (ранее улица Пушкинская, в древности — улица Садовая) и закруглялась к северо-востоку к побережью реки Псковы (примерно западнее улицы Красных партизан (ранее улица Казанская), напротив запсковской церкви Богоявления на Запсковье).

## История
Первое расширение Псковской крепости за пределы Крома и Довмонтова города осуществилось в связи со строительством стены посадника Бориса в 1309 году. Эта стена не сохранилась: она проходила по линии современной улицы Профсоюзной (ранее улица Плоская) и закруглялась к реке Пскове (также к северо-востоку) у церкви Петра и Павла с Буя. Здесь в XIV веке были сооружены несколько башен: Старый костер, Глухой костер, Плоская башня с Плотинскими (Плоскими) воротами — также не сохранились.
В 1374 — 1375 годах южнее, параллельно стене посадника Бориса, была выстроена четвёртая каменная стена (т. н. стена Среднего города), практически не сохранившаяся. На западе это единственная уцелевшая (из 10-ти бывших) Мстиславская башня у побережья реки Великой и участок стены вдоль неё от Мстиславской до Власьевской башни, а на востоке сохранился лишь участок руинированной стены — между территорией Центрального рынка, к западу, и палатами Ямского (двор Ямского) и гостиницей «Колос» на современной улице Красных партизан, к востоку. Общая длина выстроенных стен превысила 1,5 км, а периметр всех каменных крепостных сооружений Пскова (Крома, Довмонтова города и Среднего города) составил 4,3 км. Оборонительные укрепления Среднего города продолжали укрепляться вплоть до конца XIV века.
В 1394 году, когда псковичи не успели осуществить все планы по укреплению крепости, новгородцы осадили её и 8 дней подряд пытались штурмовать Псков со стороны Среднего города с помощью осадной техники. Но крепость выстояла, а новгородское войско «побегоша прочь нощью посрамлении…»

## Башни
Сохранилась:
- Мстиславская башня (сперва деревянный Бурковый костёр, затем как каменная Кислинская башня, по существовавшему тогда здесь Кислинскому переулку) — западная угловая на прибрежье р. Великой, у церкви Одигитрии.

Не сохранились:
- Никольская башня — круглая глухая
- Великая башня с Великими воротами — на улице Великой (Великолукской, ныне Советской), четырёхугольная надвратная
- Васильевская башня — напротив церкви Василия на Горке, глухая, прямоугольная в плане
- Трупеховская башня с Тёмными (Трупеховскими) воротами — где теперь улица Пушкина подходит к Октябрьскому проспекту, надвратная прямоугольная
- Куричья башня — глухая круглая в плане
- Петровская башня с Петровскими воротами — на Петровской улице, где начиналась Новгородская дорога (ныне улица Карла Маркса), надвратная прямоугольная
- Козья башня с воротами — проездная круглая
- Кумина — глухая круглая
- Кстовская (Петропавловская) — северо-восточная угловая на прибрежье р. Псковы, у церкви Петра и Павла с Буя — круглая глухая.

### Фотогалерея

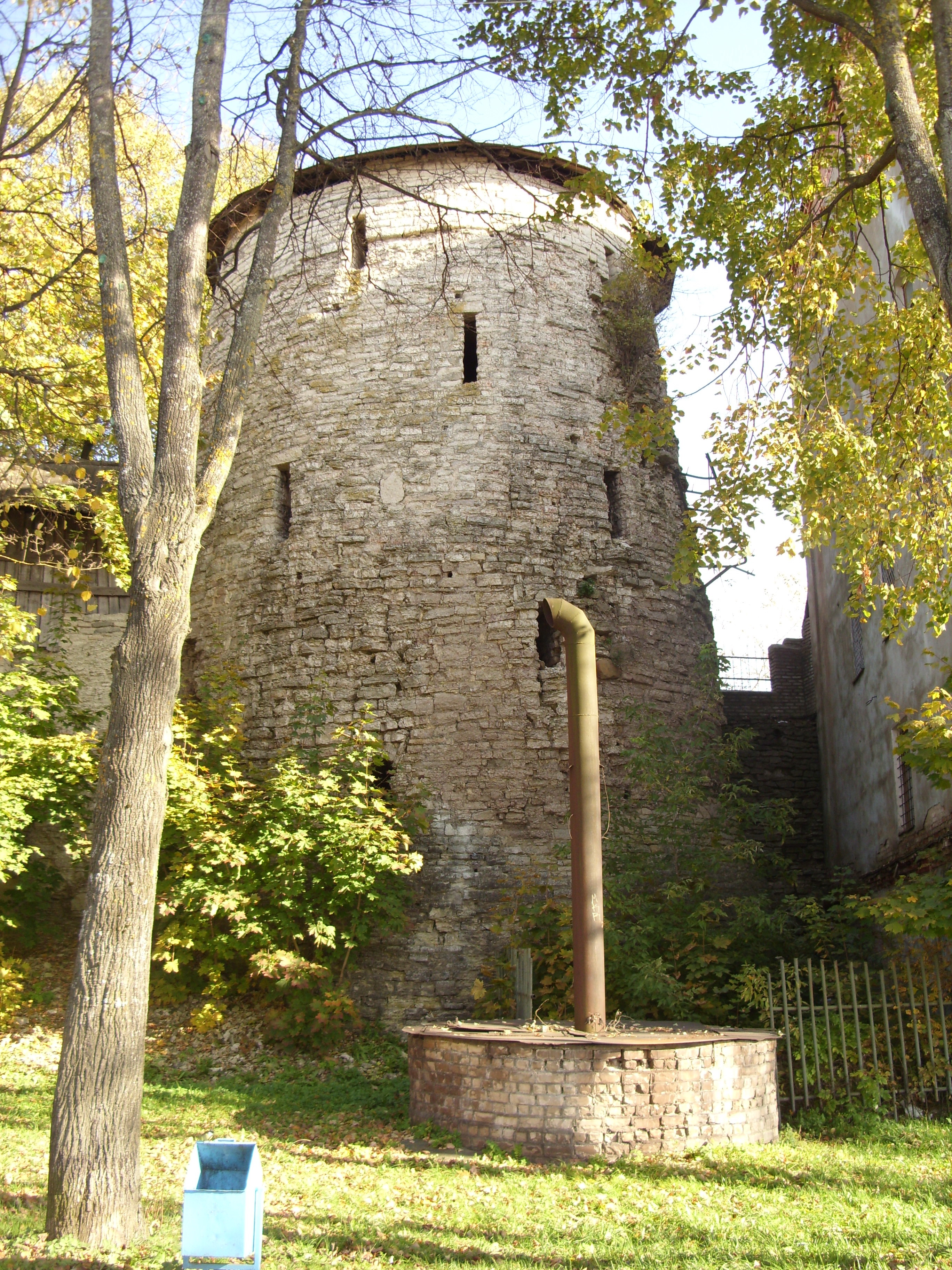
Мстиславская башня
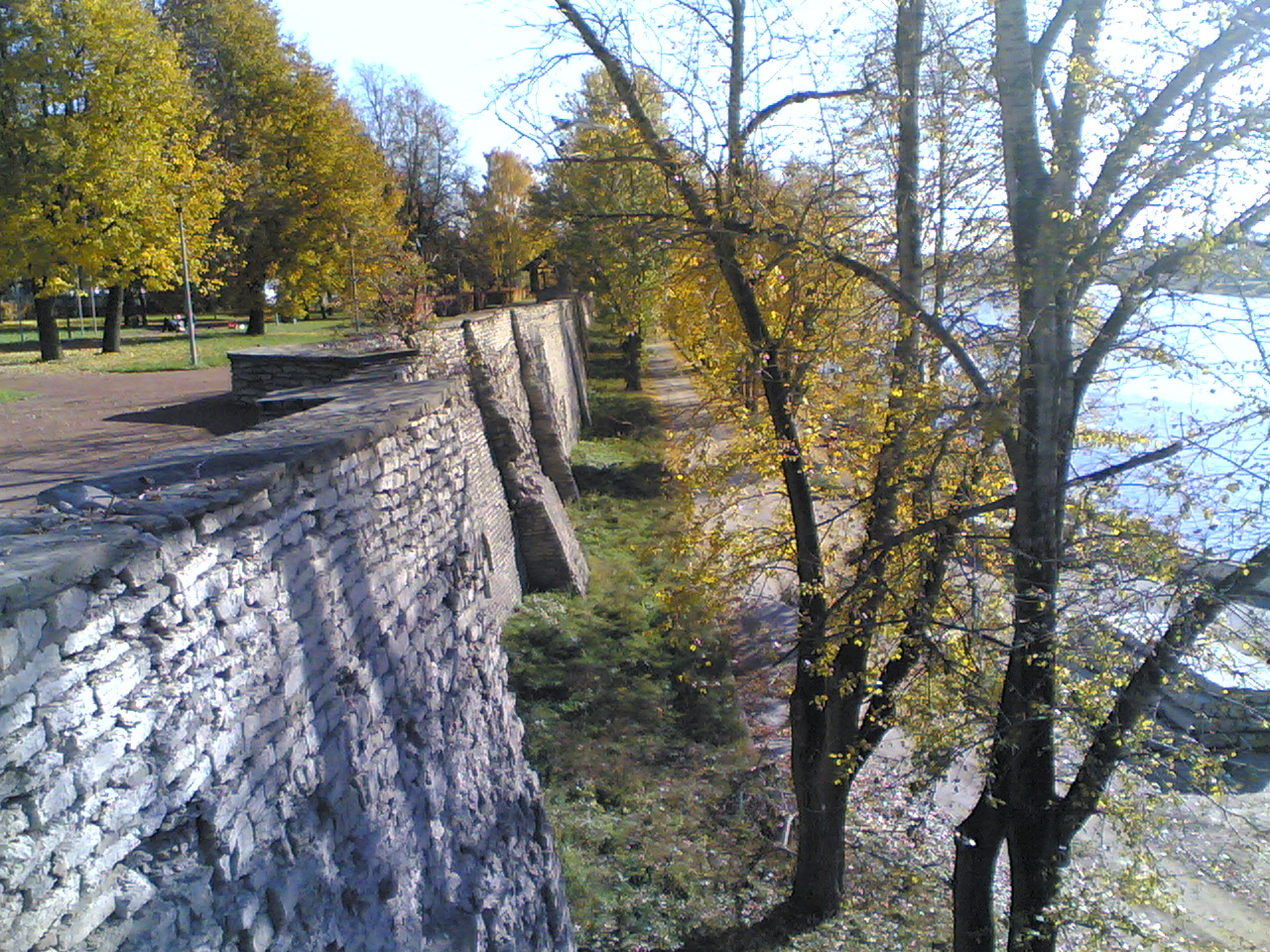
Стена Среднего города у р.Великой. Вид с Ольгинского моста.
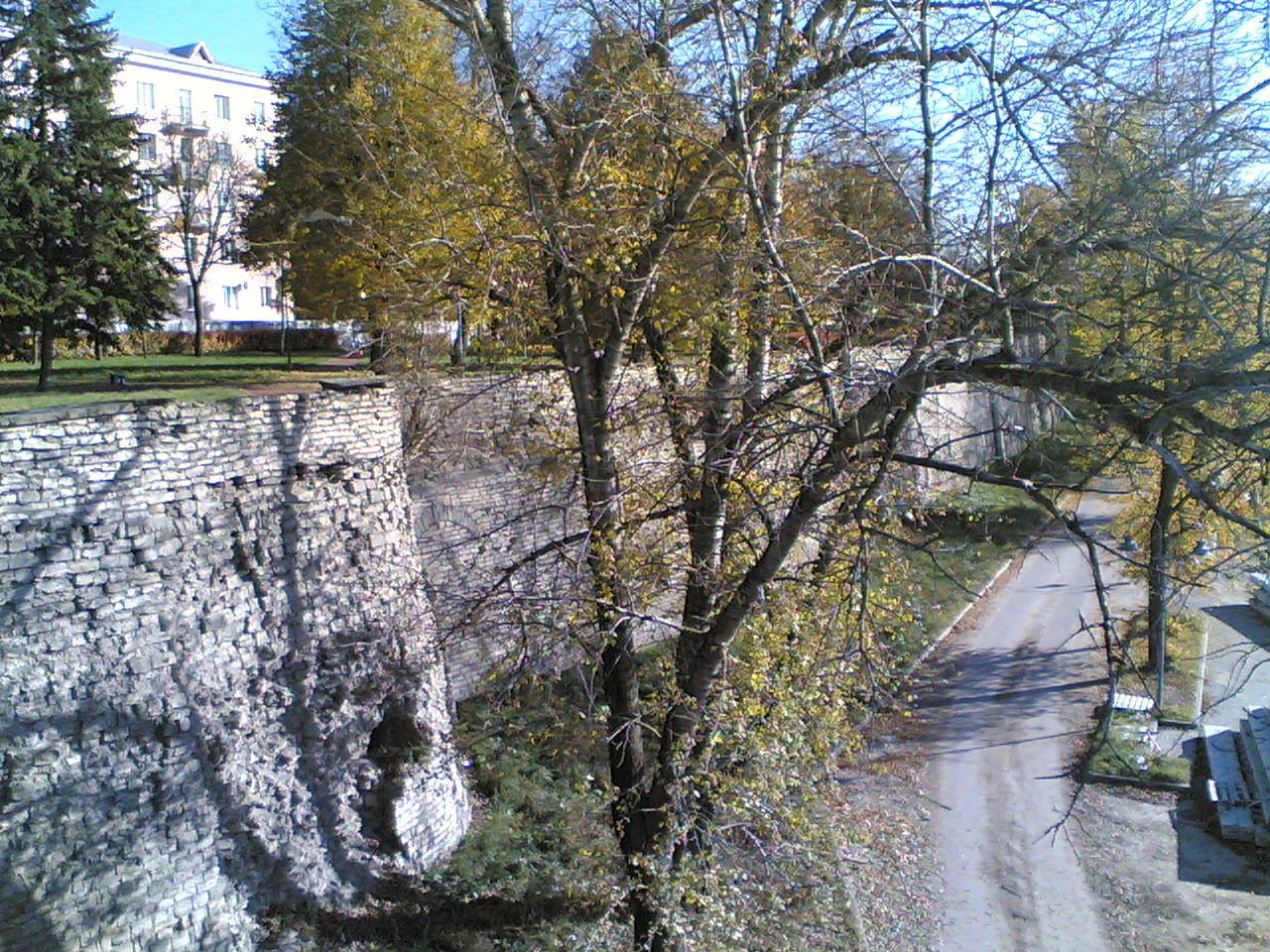
Стена Среднего города у р.Великой. Вид с Ольгинского моста.
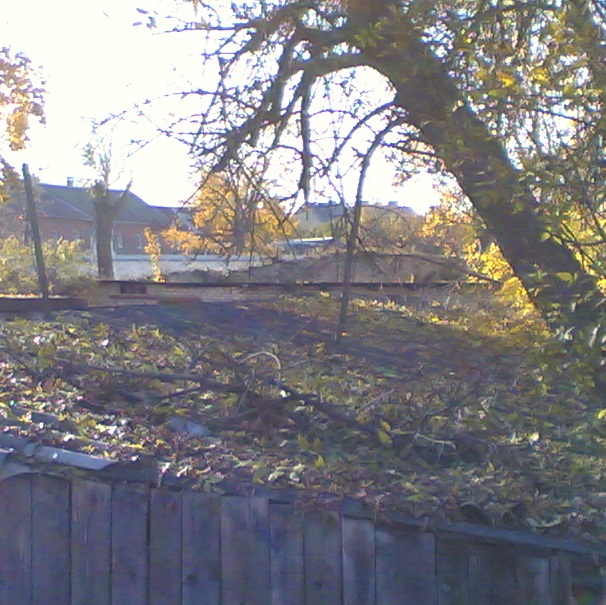
Руины стены Среднего города. Вид с востока со стороны ул. Красных партизан (ранее ул. Казанская), на переднем плане — хоз. дерев. постройка.
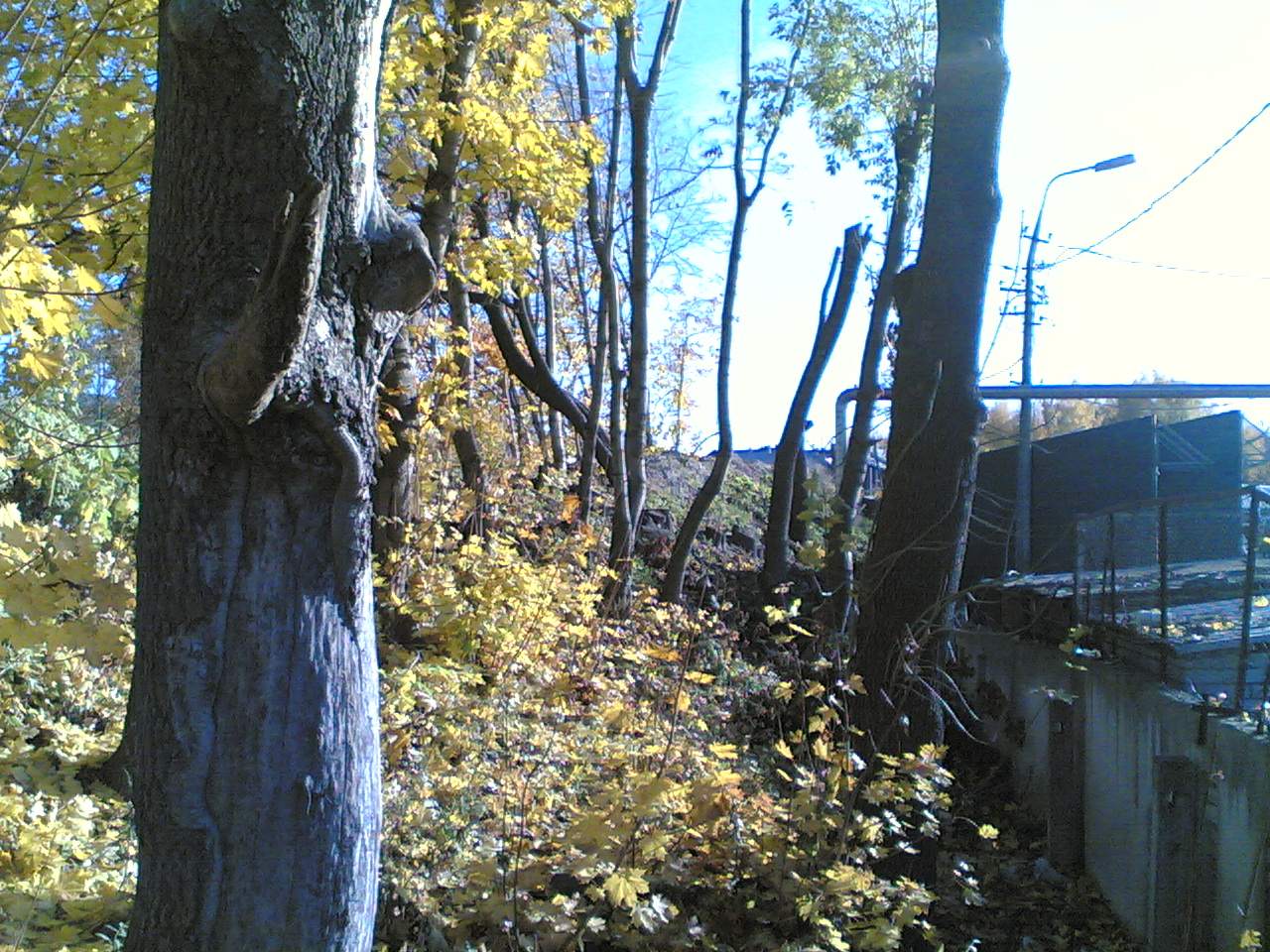
Руины стены Среднего города. Вид с севера со стороны Палат Ямского. Справа — современные постройки и забор Центрального рынка.

## Храмы
| # | Наименование                                                                    | Изображение | Дата строительства   | Современный адрес                                            | Координаты                      | Комментарий | Статус                           |
| - | ------------------------------------------------------------------------------- | ----------- | -------------------- | ------------------------------------------------------------ | ------------------------------- | --- | -------------------------------- |
| 1 | Николы со Усохи                                                                 |             | 1535 год             | Советская (Великолуцкая) ул., д. 19.                         | 57°48′56″ с. ш. 28°20′04″ в. д. | Реставрация: 1946 г.; 1964—1966 гг. (воссоздана двухпролётная звонница); арх. Спегальский Ю. П., Скобельцын Б. С.                                   | действующая (с ноября 2005 года) |
| 2 | Петра и Павла с Буя                                                             |             | 1540 год             | ул. Карла Маркса (Новгородская), д. 2                        | 57°49′13″ с. ш. 28°20′16″ в. д. | Реставрации: 1962 год, начало 2000-х годов (воссоздана двухпролётная звонница). В декабре 2009 года освящены и подняты на звонницу новые колокола   | действующая (с 2006 года)        |
| 3 | Василия на Горке                                                                |             | 1413—1415            | Октябрьский пр. (Сергиевская (ранее Трупеховская) ул.), д. 5 | 57°48′55″ с. ш. 28°20′09″ в. д. | Реставрации: 2002 год, с 2009 года по настоящее время (воссоздано позакомарное покрытие четверика, многоскатное покрытие и глава северного придела) | действующая (с 2003 года)        |
| 4 | Одигитрии (во имя иконы Божией Матери «Одигитрия» на бывшем Печорском подворье) |             | 1685                 | Профсоюзная (Плоская) ул., д. 1                              | 57°49′00″ с. ш. 28°20′01″ в. д. | | не действует                     |
| 5 | Святой Великомученицы Анастасии Узорешительницы (в Кузнецах)                    |             | не позднее 1538 года | Октябрьский пр. (Сергиевская (ранее Трупеховская) ул.), д. 9 | 57°48′53″ с. ш. 28°20′19″ в. д. | | действующая (с 2007 года)        |
| 6 | Михаила Архангела с Городца                                                     |             | 1462 год             | Советская (Великолуцкая) ул., д. 18                          | 57°49′05″ с. ш. 28°20′00″ в. д. | | действующая (с 1995 года)        |
|   |                                                                                 |             |                      |                                                              |                                 | |                                  |